# Lech Kuropatwiński
Lech Stefan Kuropatwiński (Grodno, 4 de julho de 1947 — Bydgoszcz, 20 de dezembro de 2022) foi um político polonês que serviu como membro da Sejm de 2001 a 2007. Foi presidente do partido Autodefesa da República da Polônia de 2012 a 2022, ano de sua morte.

## Biografia
Kuropatwiński foi um político, empresário, agricultor e ativista sindical. Nos anos 2001-2007 foi membro da Autodefesa da República da Polónia. No Sejm, ele foi na Comissão de Proteção Ambiental, Recursos Naturais e Florestas, na Comissão de Política Social e Família e na Comissão de Agricultura e Desenvolvimento Rural.
Kuropatwiński foi o presidente do ZZR " Self-Defence " em 2011-2022 e do partido Samoobrona em 2012-2022. Lech Kuropatwiński faleceu após uma doença grave no dia 20 de dezembro, aos 75 anos, em um hospital em Bydgoszcz.